# Davon Reed
Davon Malcolm Reed (ur. 11 czerwca 1995 w Ewing) – amerykański koszykarz, portorykańskiego pochodzenia, występujący na pozycji rzucającego obrońcy, obecnie zawodnik Prometey.
W 2016 wystąpił w turnieju Adidas Nations Counselors.
17 października 2018 został zwolniony przez Phoenix Suns, a jego miejsce w składzie zajął Jamal Crawford. 2 dni później podpisał umowę z Indianą Pacers na występy zarówno w NBA, jak i zespole G-League – Fort Wayne Mad Ants.
4 września 2019 zawarł kontrakt z Miami Heat. 19 października opuścił klub.
4 grudnia 2021 podpisał 10-dniową umowę z Denver Nuggets. 9 stycznia 2022 zawarł kontrakt z Nuggets na występy w NBA oraz zespole G-League – Grand Rapids Gold. 9 lutego 2023 został wytransferowany do Los Angeles Lakers. 20 lipca 2023 dołączył do BC Prometey.

## Osiągnięcia
Stan na 16 października 2023, na podstawie, o ile nie zaznaczono inaczej.
NCAA
- Uczestnik rozgrywek:
  - Sweet 16 turnieju NCAA (2016)
  - turnieju:
    - NCAA (2016, 2017)
    - Portsmouth Invitational (2017)
- Laureat:
  - ACC's Skip Prosser Award (2017 – nagroda przyznawana najlepszemu koszykarzowi stypendyście za osiągnięcia sportowe i naukowe)
  - ACC Postgraduate Scholarship Honoree (2017)
- Zaliczony do:
  - I składu:
    - defensywnego ACC (2017)
    - All-ACC Academic Men's Basketball Team (2015, 2016, 2017)
    - All-ACC Academic Honor Roll (2013-14, 2014-15, 2015-16)
    - turnieju NIT (2015)
- III składu All-ACC (2017)